# Discographie de Khalid
La discographie de Khalid comprend tous ses albums et singles.

## Album studio
| Titre                                                              | Détails de l'album | Meilleure position | Meilleure position | Meilleure position | Meilleure position | Meilleure position | Meilleure position | Ventes      | Certifications                                              |
| Titre                                                              | Détails de l'album | É-U                | Aus                | Can                | Dan                | Fra                | R-U                | Ventes      | Certifications                                              |
| ------------------------------------------------------------------ | --- | ------------------ | ------------------ | ------------------ | ------------------ | ------------------ | ------------------ | ----------- | ----------------------------------------------------------- |
| American Teen                                                      | - Date de sortie : 3 mars 2017 - Label : Right Hand, RCA, Columbia - Formats : CD, vinyle, cassette, téléchargement, streaming | 4                  | 13                 | 7                  | 2                  | 177                | 44                 | : 3 000 000 | : 2 × Platine · : Or · : 2 × Platine · : 2 × Platine · : Or |
| Free Spirit                                                        | - Date de sortie : 5 avril 2019 - Label : RCA - Formats : CD, vinyle, téléchargement, streaming                                | 1                  | 2                  | 1                  | 4                  | 42                 | 2                  | : 1 000 000 | : Platine · : Or · : Argent · : Platine                     |
| « — » indique que le titre n'est pas sorti ou classé dans le pays. | |                    |                    |                    |                    |                    |                    |             |                                                             |

## EP
- Suncity (en) (2018)

## Singles
| Titre                                                              | Année | Meilleure position | Meilleure position | Meilleure position | Meilleure position | Certifications                                    | Album          |
| Titre                                                              | Année | É-U                | Aus                | Dan                | Fra                | Certifications                                    | Album          |
| ------------------------------------------------------------------ | ----- | ------------------ | ------------------ | ------------------ | ------------------ | ------------------------------------------------- | -------------- |
| Location (en)                                                      | 2016  | 16                 | 39                 | —                  | —                  | : 5 × Platine : 3 × Platine                       | American Teen  |
| Young Dumb & Broke (en)                                            | 2017  | 18                 | 4                  | 14                 | 145                | : 4 × Platine : 6 × Platine                       | American Teen  |
| Saved                                                              | 2017  | —                  | —                  | —                  | —                  | : Platine                                         | American Teen  |
| Love Lies (en) (avec Normani Kordei)                               | 2018  | 16                 | 3                  | 9                  | —                  | : 2 × Platine : 3 × Platine : Or[réf. nécessaire] | Love, Simon    |
| Lovely (avec Billie Eilish)                                        | 2018  | 78                 | 5                  | —                  | —                  | : Or : 2 × Platine : Or[réf. nécessaire]          | 13 Reasons Why |
| OTW (en) (avec Ty Dolla Sign et 6lack)                             | 2018  | 57                 | 27                 | 20                 | —                  | : Platine                                         | —              |
| This Way (avec H.E.R.)                                             | 2018  | —                  | —                  | —                  | —                  |                                                   | Superfly       |
| Eastside (avec Benny Blanco et Halsey)                             | 2018  | 20                 | 2                  | 2                  | 97                 | : 2 × Platine : Or[réf. nécessaire]               | —              |
| Better (en)                                                        | 2018  | 45                 | 8                  | 12                 | —                  | : Or                                              | Suncity        |
| Saturday Nights (en)                                               | 2019  | —                  | —                  | —                  | —                  |                                                   | Suncity        |
| Talk                                                               | 2019  | —                  | —                  | —                  | —                  |                                                   | Free Spirit    |
| « — » indique que le titre n'est pas sorti ou classé dans le pays. |       |                    |                    |                    |                    |                                                   |                |

### Collaborations
| Titre                                                              | Année | Meilleure position | Meilleure position | Meilleure position | Meilleure position | Certifications                                    | Album                   |
| Titre                                                              | Année | É-U                | Aus                | Dan                | Fra                | Certifications                                    | Album                   |
| ------------------------------------------------------------------ | ----- | ------------------ | ------------------ | ------------------ | ------------------ | ------------------------------------------------- | ----------------------- |
| Electric (Alina Baraz feat. Khalid)                                | 2017  | —                  | —                  | —                  | —                  |                                                   | The Color of You        |
| 1-800-273-8255 (Logic feat. Alessia Cara et Khalid)                | 2017  | 3                  | 5                  | 2                  | 101                | : 5 × Platine : 3 × Platine : Or[réf. nécessaire] | Everybody               |
| Rollin (en) (Calvin Harris feat. Future et Khalid)                 | 2017  | 62                 | 40                 | —                  | 38                 | : Or                                              | Funk Wav Bounces Vol. 1 |
| Silence (en) (Marshmello feat. Khalid)                             | 2017  | 30                 | 5                  | 7                  | 90                 | : 2 × Platine : Diamant                           | —                       |
| Why Don't You Come On (DJDS feat. Khalid et Empress Of)            | 2017  | —                  | —                  | —                  | —                  |                                                   | Big Wave More Fire      |
| Homemade Dynamite (Remix) (Lorde feat. Khalid, Post Malone et SZA) | 2017  | 92                 | 23                 | —                  | —                  |                                                   | Melodrama               |
| Don't Let Me Down (Sabrina Claudio feat. Khalid)                   | 2018  | —                  | —                  | —                  | —                  |                                                   | —                       |
| Youth (en) (Shawn Mendes feat. Khalid)                             | 65    | 19                 | 14                 | 82                 | : Or               | Shawn Mendes                                      |                         |
| Ocean (Martin Garrix feat. Khalid)                                 | 78    | 12                 | 17                 | 166                | : Or : Platine     | —                                                 |                         |
| Trippin (Buddy feat. Khalid)                                       | —     | —                  | —                  | —                  |                    | Harlan & Alondra                                  |                         |
| « — » indique que le titre n'est pas sorti ou classé dans le pays. |       |                    |                    |                    |                    |                                                   |                         |